# Little Maplestead
Little Maplestead is een civil parish in het bestuurlijke gebied Braintree, in het Engelse graafschap Essex. In 2001 telde het dorp 294 inwoners.